# Эйлат (аэропорт)

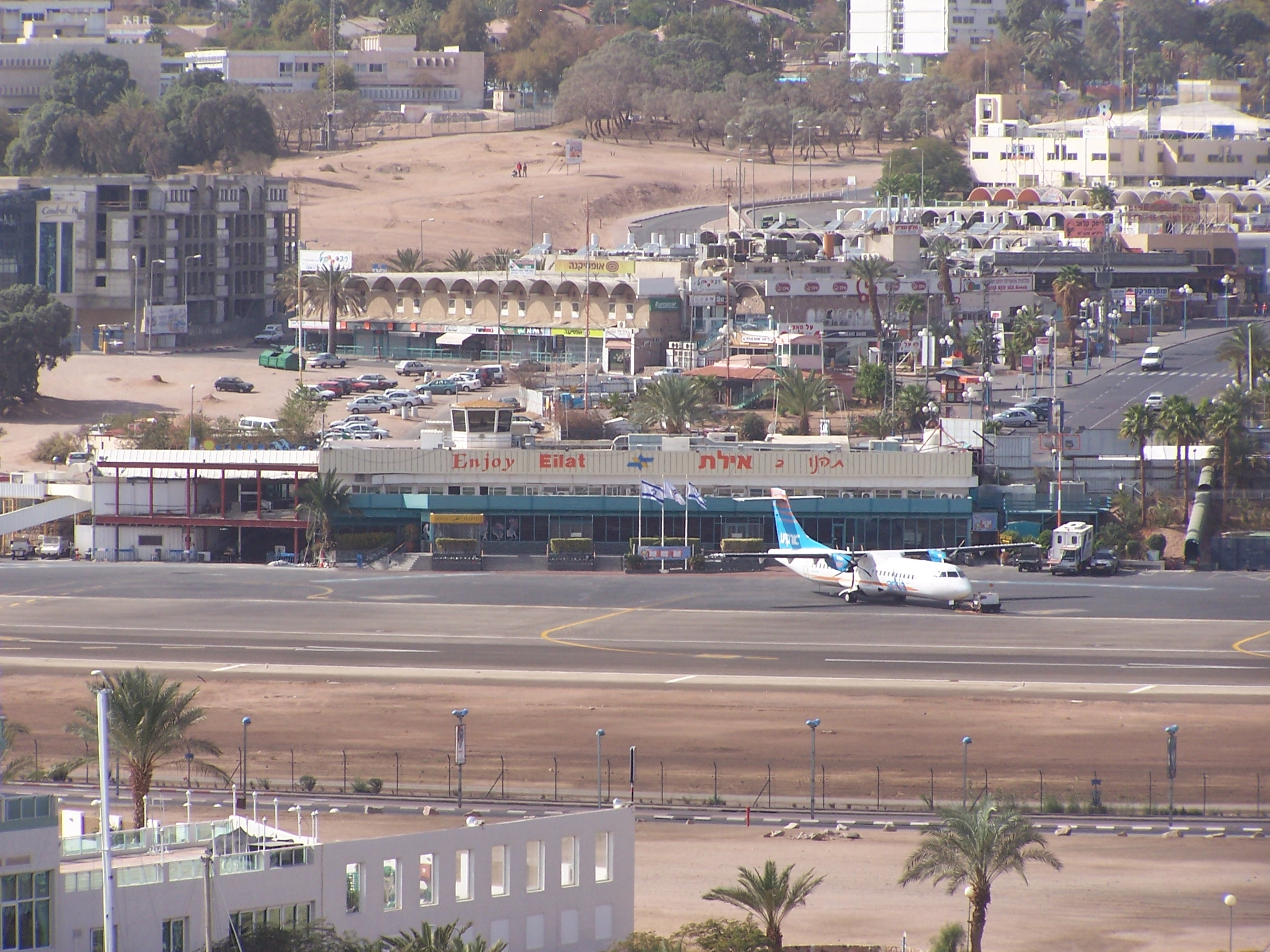
ATR 72 компании Аркиа выруливает на старт в аэропорту Эйлат.

Аэропорт Эйлат (ИКАО: LLET, ИАТА: ETH) — бывший самый южный аэропорт в Израиле, расположенный в городе Эйлат. Большинство полётов, которые обслуживал аэропорт — местные: в Тель-Авив (Сде Дов, аэропорт им. Давида Бен-Гуриона), в Хайфу (аэропорт Хайфа). Аэропорт располагался в центре Эйлата, рядом с шоссе № 90 (шоссе Арава) и гостиницами Эйлата.
Аэропорт прекратил функционировать 18 марта 2019 года, и его заменил Международный Аэропорт им. Илана и Асафа Рамонов.

## История
Аэропорт Эйлат был построен в 1949 году, в конце Арабо-израильской войны, на пустом месте, когда Эйлат был небольшим посёлком. В первые годы его существования, аэропорт был направлен на установление воздушной связи с другими городами страны, в первую очередь с Тель-Авивом и Хайфой. Были начаты полёты из Эйлатского аэропорта в аэропорт Лод. С 1950 года все регулярные рейсы выполнялись авиакомпанией Arkia, а до этого компаниями Илта и Авирон.
В 1960-е годы аэропорт значительно развивался. В 1964 году взлётно-посадочная полоса была удлинена до 1500 метров, кроме того, был построен пассажирский терминал. В 1969 году взлётно-посадочная полоса достигла длины 1900 метров.
Первый международный рейс был выполнен в 1975 году, тогда в аэропорту приземлился самолёт датской авиакомпании Sterling Airlines. Затем международные полёты стали регулярными. В 1980-е годы израильская компания El Al начала выполнять рейсы в Европу.
Аэропорт закрыт по причине расположения среди городской застройки, что является нежелательным.

## Статистика
| Год  | Кол-во пассажиров | Всего операций |
| ---- | ----------------- | -------------- |
| 1998 | 1 371 098         | 29 726         |
| 1999 | 1 554 988         | 31 279         |
| 2000 | 1 584 359         | 29 207         |
| 2001 | 1 339 779         | 24 878         |
| 2002 | 1 252 395         | 23 581         |
| 2005 | 1 048 975         | 18 777         |